# Norman Wisdom
Norman Joseph Wisdom (ur. 4 lutego 1915 w Londynie, zm. 4 października 2010 w Ballasalli) – angielski aktor, komik i wokalista, podczas II wojny światowej żołnierz British Army. Rycerz Kawaler, Oficer Orderu Imperium Brytyjskiego, honorowy obywatel Tirany.

## Życiorys

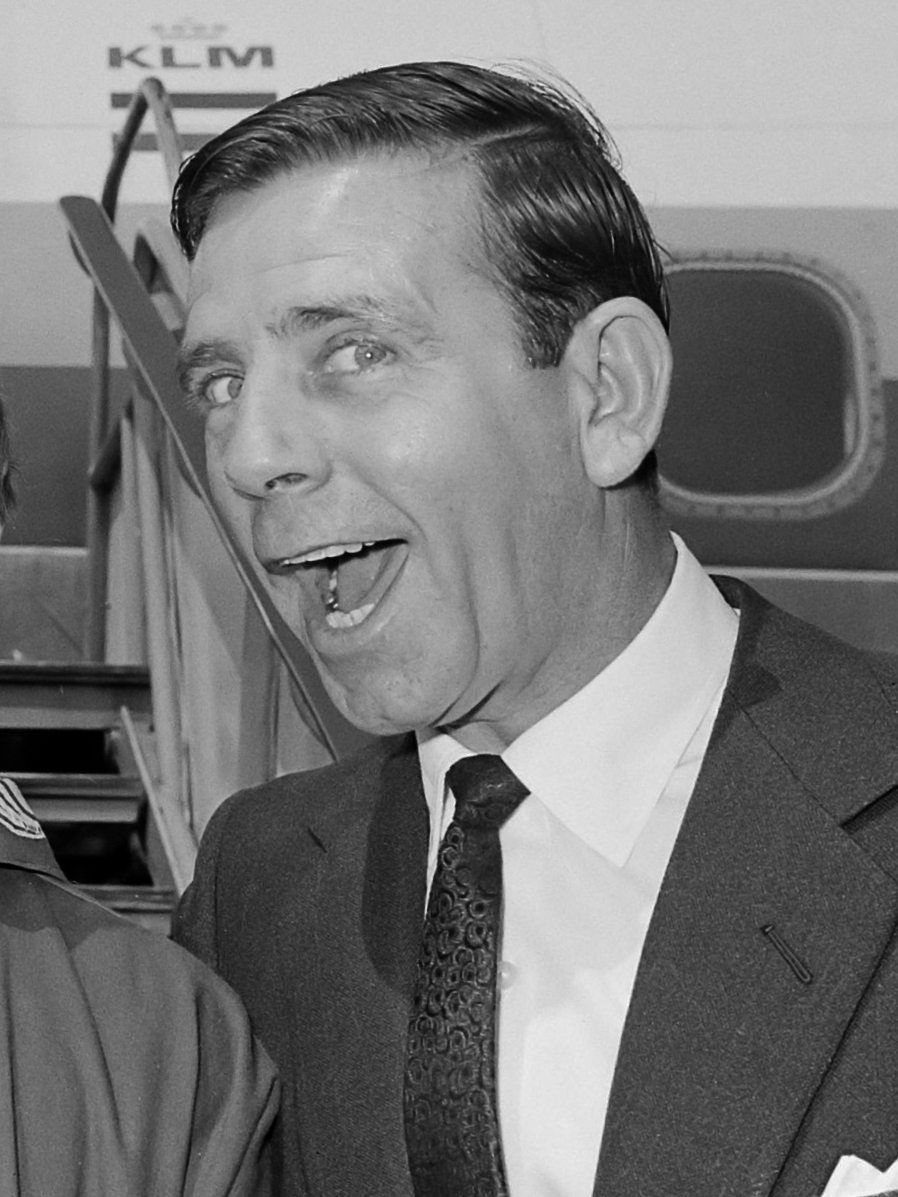
Norman Wisdom (1965)

Urodził się w londyńskiej dzielnicy Marylebone w rodzinie krawcowej Maud i szofera Fredericka, miał także starszego brata Fredericka Thomasa. Gdy Wisdom miał 9 lat, jego rodzice się rozwiedli. Trafił następnie do domu dziecka, z którego uciekł w wieku 11 lat. Po wybuchu II wojny światowej dołączył do British Army, od 1943 do 1945 roku należał do Royal Corps of Signals. Po demobilizacji wrócił do Londynu, gdzie pracował jako komik. Był także autorem tekstów do kilku utworów muzycznych: Beware, Don’t Laugh at Me, Falling in Love, Follow a Star Cues, I Love You, Please Opportunity oraz Up in the World.
W latach 60. mieszkał w Stanach Zjednoczonych, gdzie między innymi wystąpił w wystawionej na Broadwayu komedii Walking Happy. W 1976 roku wystąpił w emitowanym na stacji BBC One programie specjalnym pt. A Jubilee of Music, wyprodukowanym z okazji 25–lecia panowania królowej Elżbiety II, które miało miejsce w następnym roku. Poza karierą artystyczną Wisdom był także współwłaścicielem cegielni i firmy transportowej, a także dyrektorem klubu piłkarskiego Brighton & Hove Albion F.C., który ówcześnie należał do Division Four (czwartej klasy angielskiego systemu ligowego piłki nożnej).
W latach 1963 i 1965 dwukrotnie odwiedził Moskwę, a w 1973 roku został osobiście przez Mao Zedonga zaproszony do Chin. W 1995 roku odwiedził Albanię na zaproszenie prezydenta Salego Berishy. 4 lutego 2005 roku, w swoje 90. urodziny, ogłosił przejście na emeryturę, w tym samym roku wystąpił w teledysku do utworu LA autorstwa mańskiego punk-rockowego zespołu Twisted Angels.
Zmarł 4 października 2010 roku w domu opieki w Ballasalli na Wyspie Man. Został pochowany 22 października tego samego roku w miejscowości Douglas.

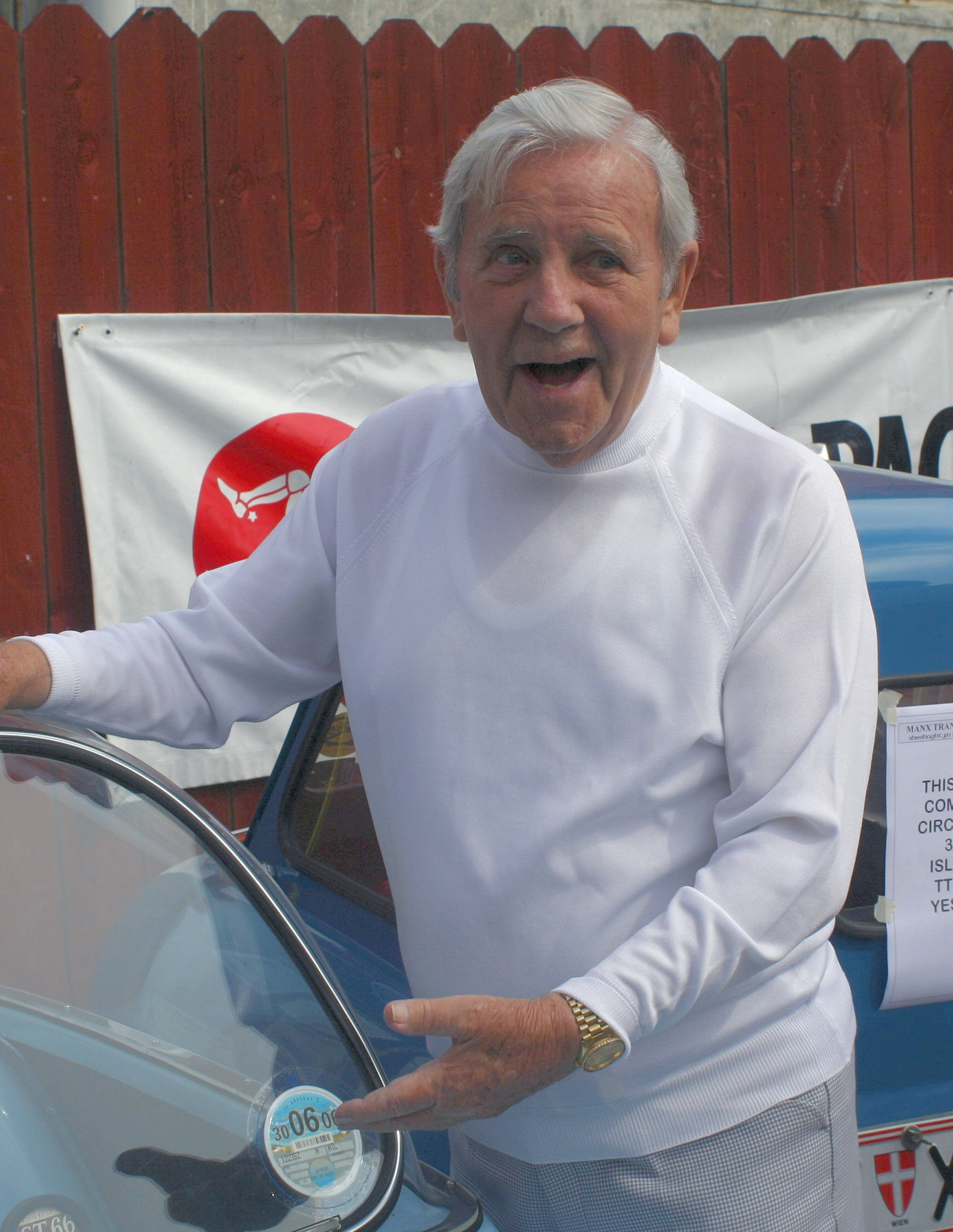
Norman Wisdom (2005)

Był członkiem organizacji charytatywnej Winkle Club. Podczas rządów Envera Hoxhy w Albanii filmy z udziałem Normana Wisdoma były jedynymi zachodnimi produkcjami nieobjętymi państwową cenzurą.

## Wybrana filmografia
Opracowano na podstawie materiału źródłowego.
- Trouble in Store (1953)
- One Good Turn (1955)
- Just My Luck (1957)
- The Square Peg (1959)
- The Bulldog Breed (1960)
- Press for Time (1966)
- The Night They Raided Minsky's (1968)
- What’s Good for the Goose (1969)
- BBC2 Playhouse (1981; występ w odcinku pt. Going Gently)
- Double X: The Name of the Game (1992)
- Babie lato (1995–2004)
- Na sygnale (1998)
- Coronation Street jako Ernie Crabb (2004)

## Nagrody filmowe i nominacje
W 1954 roku zdobył Nagrodę Brytyjskiej Akademii Filmowej w kategorii najlepszy debiut aktorski za rolę w filmie Trouble in Store.
W 1996 roku otrzymał The Critics' Circle Award. Został także nominowany do Nagrody Akademii Filmowej za rolę w filmie The Night They Raided Minsky's.

## Odznaczenia i upamiętnienie
18 stycznia 1995 roku został uhonorowany tytułem honorowego obywatela Tirany. W czerwcu 2000 roku został pasowany na rycerza, otrzymał także Order Imperium Brytyjskiego IV klasy (OBE).
Na jego cześć w 2003 roku odsłonięto tablicę pamiątkową na ścianie Carlton Hotel w Cheltenham. W 2013 roku w miejscowości Deal przemianowano nazwę jednego z pubów na The Sir Norman Wisdom.

## Życie prywatne
Od 1947 do 1969 roku był w związku małżeńskim z tancerką Fredą Simpson, miał z nią syna Nicholasa i córkę Jacqueline; małżeństwo zakończyło się rozwodem. Wisdom mieszkał w angielskiej miejscowości Epsom oraz na Wyspie Man.
W lipcu 2006 roku przeszedł operację wszczepienia rozrusznika serca, a w następnym roku trafił do domu opieki Abbotswood w miejscowości Ballasalla na Wyspie Man, w związku z czym sprzedane zostało jego mieszkanie w Epsom, a także auta (w tym jedno marki Rolls-Royce).